# Acid fulminic
Acid fulminic là một acid hữu cơ có công thức tổng quát là HCNO, và công thức phân tử là HCNO được Justus von Liebig phát hiện năm 1824. Acid này là đồng phân của acid cyanic, được Friedrich Woehler phát hiện một năm sau đó. Acid fulminic và các muối của nó (ví dụ bạc fulminat) thông thường rất nguy hiểm và được sử dụng như là chất kích nổ trong các loại thuốc nổ. Hơi của nó cũng rất độc.